# 丸亀市立本島中学校
丸亀市立本島中学校（まるがめしりつ ほんじまちゅうがっこう）は、香川県丸亀市にある公立中学校。
瀬戸内海に浮かぶ塩飽諸島の本島に位置する。

## 沿革
- 1947年（昭和22年）4月1日 - 本島村立本島中学校が開校。
- 1947年（昭和22年）5月2日 - 牛島に分教場を設置。
- 1950年（昭和25年）4月1日 - 牛島分教場を本島村立牛島中学校として分離。
- 1955年（昭和30年）9月1日 - 校旗制定。
- 1960年（昭和35年）3月18日 - 校歌制定。
- 1954年（昭和29年）3月31日 - 仲多度郡本島村が丸亀市へ編入されたのに伴い、丸亀市立本島中学校と改称。
- 1967年（昭和42年） - 牛島にあった丸亀市立牛島中学校を統合。
- 1977年（昭和52年）3月25日 - 新校舎落成式。
- 1988年（昭和63年）4月18日 - 小中学校プール竣工式。

## 通学区域
本島全域と牛島。丸亀市立本島小学校の校区に等しい。
- 丸亀市
  - 牛島、本島町笠島、本島町甲生、本島町泊、本島町小阪、本島町大浦、本島町福田、本島町尻浜、本島町生ノ浜

## 周辺
本島は古くは塩飽水軍の本拠地で、また江戸時代にも四人の年寄が政務を執り行うなど歴史の深い島であり、笠島地区をはじめとして旧跡が多く残る。
- 丸亀市役所 本島市民センター
- 丸亀市立本島小学校
- 塩飽勤番所
- 正覚院
- 本島郵便局
- 笠島地区 - 国の重要伝統的建造物群保存地区に選定

## 関係する人物
- 上田誠仁 - 元陸上選手、山梨学院大学陸上競技部監督。当校で教諭をしていたことがある。

## アクセス
- 丸亀港より本島汽船、もしくは児島観光港より六口丸海運に乗船、本島港（泊港）にて下船。港から北へ700m
- 本島コミュニティバス 「中学校」にて下車
- 香川県道257号本島循環線沿い